# Dixie Road
Dixie Road est une série de bande dessinée d'aventure publiée en 4 tomes chez Dargaud de 1997 à 2001. Elle est écrite par Jean Dufaux, dessinée par Hugues Labiano et mise en couleurs par Marie-Paule Alluard.

## Synopsis
Dixie Road se déroule aux États-Unis dans les années 1930, pendant la Grande Dépression. Au lendemain du krach boursier, une crise à la fois sur le plan économique mais aussi et surtout sur le plan social, la Fisherman's Dream fait partie des multiples entreprises qui tombent inéluctablement dans ce marasme économique. Sur fond de crises et de revendications, la petite Dixie est prise dans ce tourbillon qui poussera sa famille à partir sur les routes américaines, à la recherche éperdue du rêve américain, qui n'est alors encore qu'une brève illusion. À travers le regard innocent, mais déjà très sensible aux affres de ses contemporains, de cette petite gamine de 14 ans, on suit ce périple ponctué par des mésaventures d'une densité terrible et profonde, empreint d'une authentique humanité et d'une véritable lucidité. 
Épopée au cœur de l'Amérique, qui ne laisse pas le lecteur indemne. Celui-ci en sort perturbé, ce qui démontre que la BD est un art à part entière, capable de le faire vaciller, autant qu'un roman le ferait.

## Citations
Dixie : « Et puis, la route... cette route qui allait devenir ma seule amie, mon unique refuge. Cette route qui filait droit vers des mirages auxquels des milliers de gens comme nous se mettaient à croire. Un mirage, c'est comme une pomme d'or qui refuse de tomber de l'arbre, me dit ma mère... Je ne la crois pas. Je serai sous l'arbre. Et les pommes tomberont. » [tome 1]
F.D. Roosevelt, qui fait une apparition dans le tome 3 : « Les temps sont rudes, je vous l'accorde... Je garde espoir cependant... espoir en vous, en ce pays dont les forces restent vives... Ce sera dur et je ne veux pas me bercer d'illusions: certains se trouveront au bord de la route, seuls, abandonnés.
À ceux-là, je dis : relevez la tête ! Je suis à votre écoute ! »
Voix-off en ouverture du tome 4 : « C'est un chant qui parcourt tout le pays et qui vous dit : Payez... Payez vite... sans discuter... sinon... Et ce type à la batterie qui entame une marche funèbre... où chercher l'espoir, mon frère ? »
Dernière phrase de Dixie : « Je m'appelle Dixie. J'ai traversé un pays de violence et de folie. Mais j'ai appris aussi à ne pas perdre espoir, et je sais déjà qu'un jour, je la reprendrai, la route... la route qui me mènera à mon père. Car mon nom, c'est Jones ! Dixie Jones. » [tome 4]

## Accueil du public
Dixie road n'a pas connu le succès escompté. Elle fut vite oubliée mais reste considérée parmi les chefs-d'œuvre de la bande dessinée franco-belge[réf. nécessaire].

## Albums
- Dixie Road, Dargaud :

1. Tome 1, 1997  (ISBN 2-205-04447-8).
2. Tome 2, 1997  (ISBN 2-205-04574-1)[1].
3. Tome 3, 1999  (ISBN 2-205-04672-1)[2].
4. Tome 4, 2001  (ISBN 2-205-04901-1).

- Dixie Road : L'Intégrale, Dargaud, 2004  (ISBN 2-205-05360-4).